# بیاوا پودلاسکا
بیاوا پودلاسکا (به لهستانی: Biała Podlaska) یک سکونتگاه مسکونی در لهستان است که در استان لوبلین واقع شده‌است.

## خصوصیات
بیاوا پودلاسکا ۴۹٫۴۰ کیلومترمربع مساحت دارد.

## خواهرخوانده
شهرهای نیور، Baranovichi و برست، بلاروس خواهرخوانده‌های بیاوا پودلاسکا هستند.

## نگارخانه

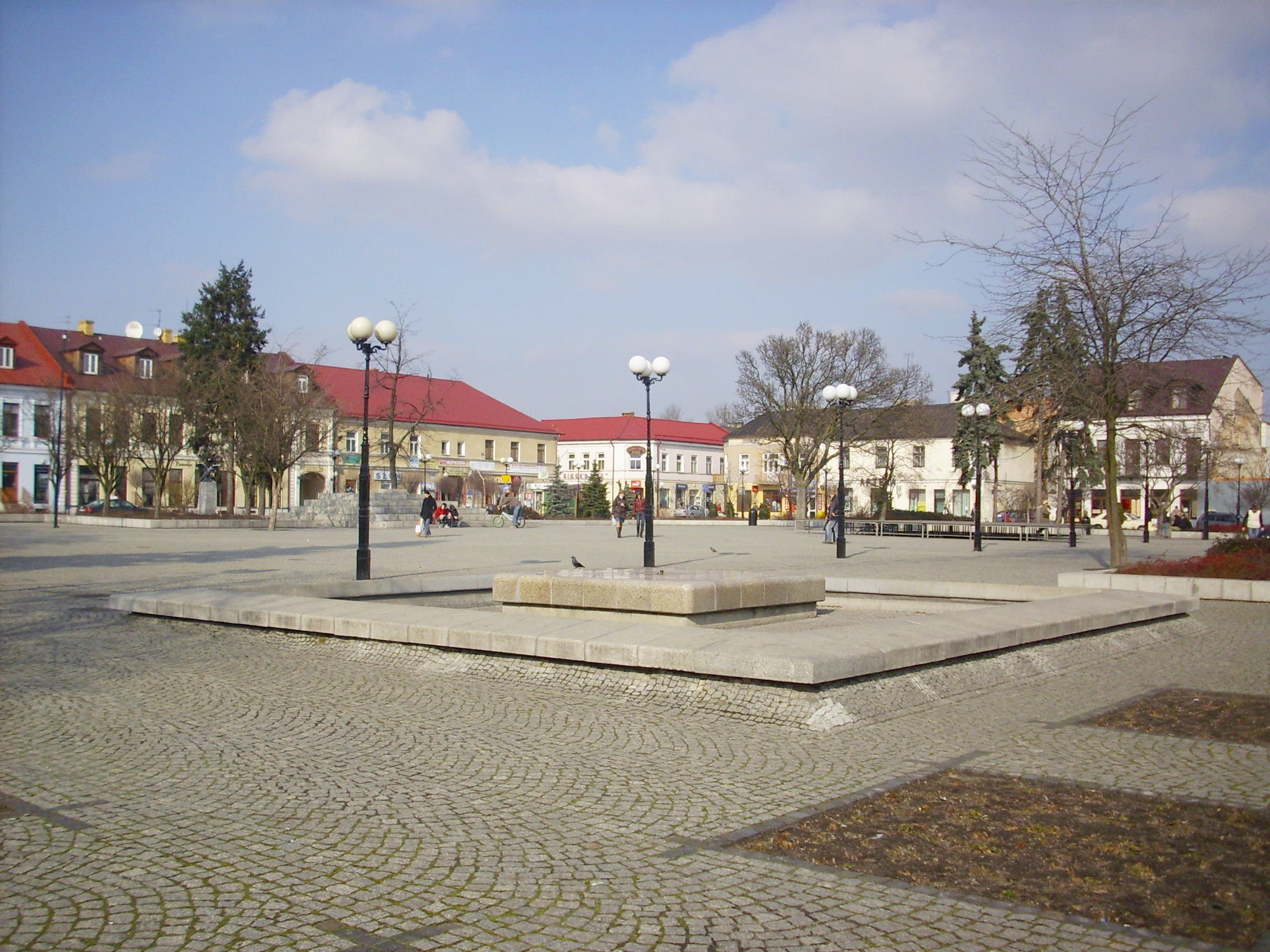
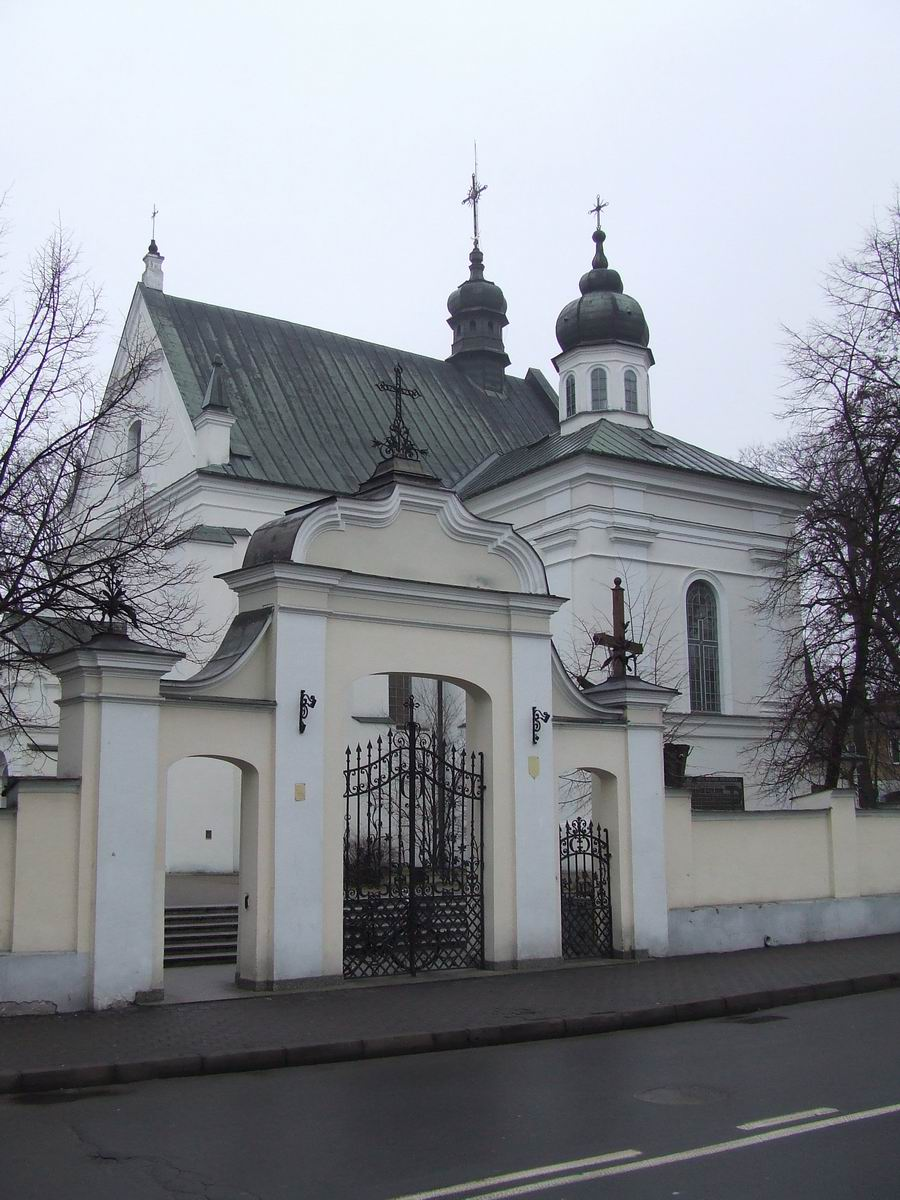
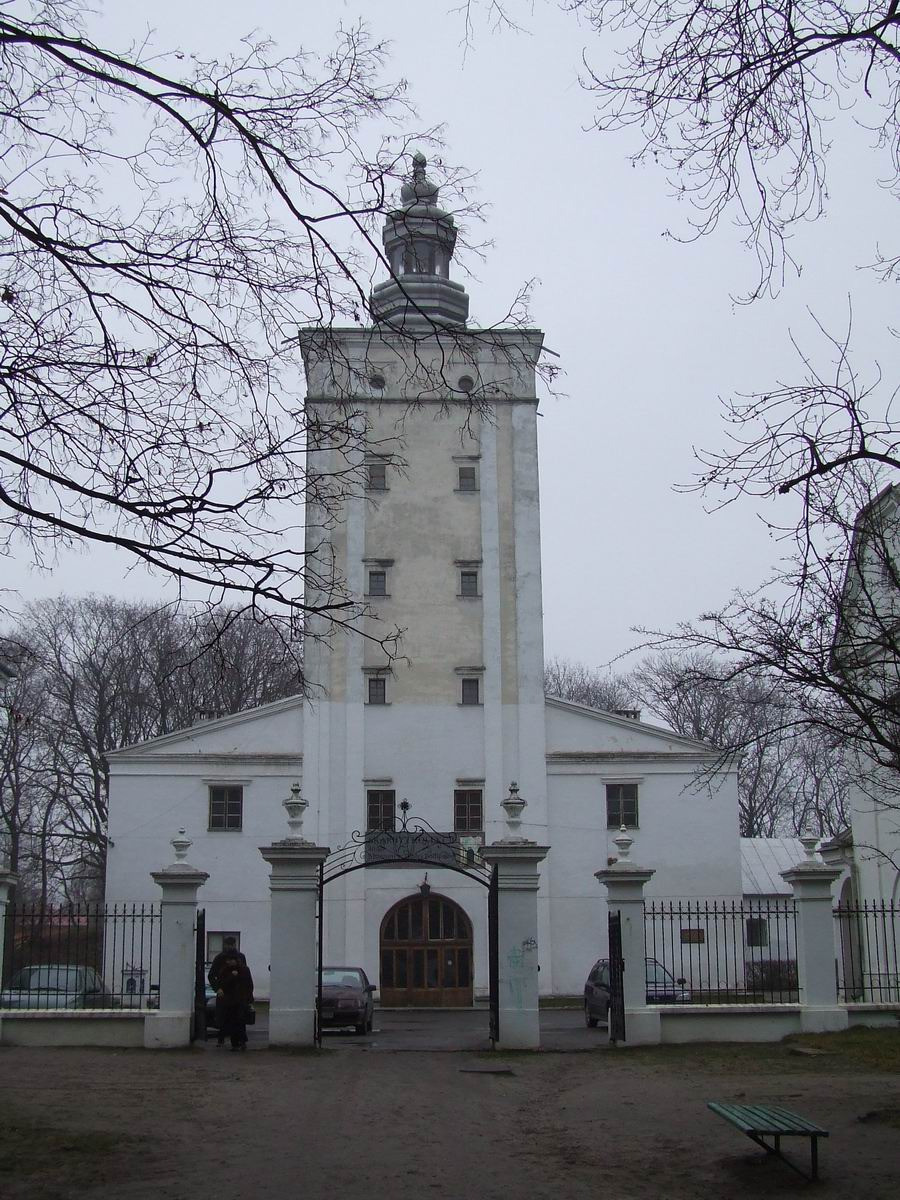
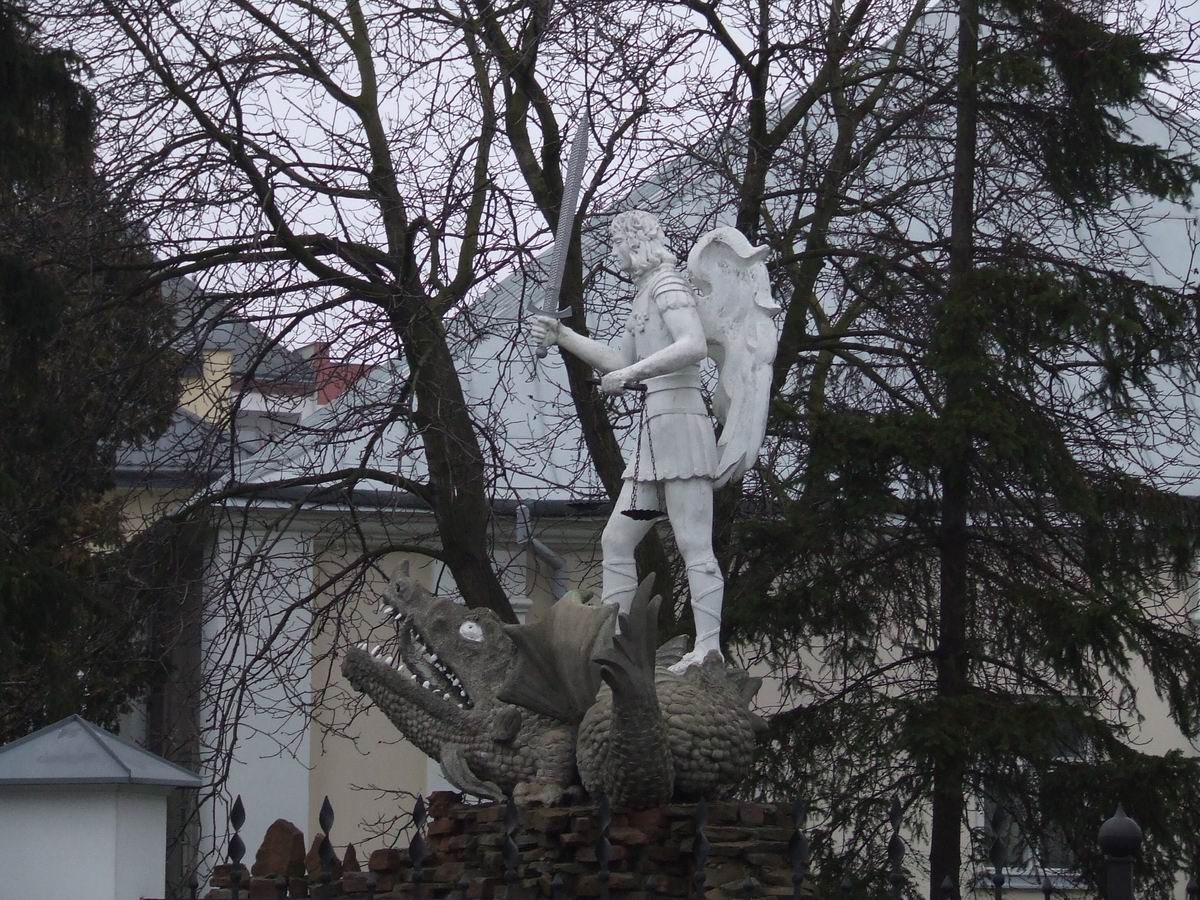
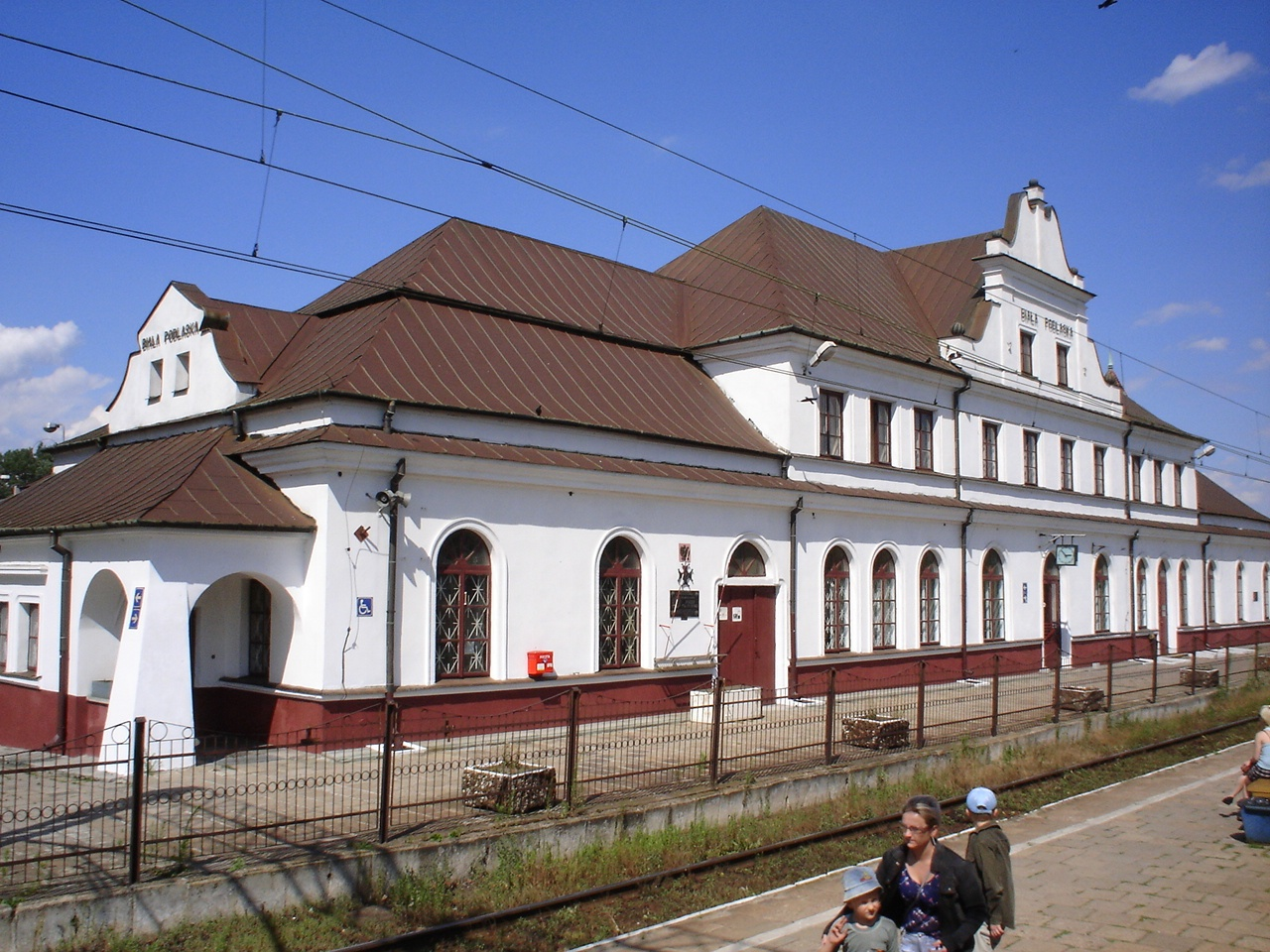